# Copa del Rey de hockey patines 2008
La Copa del Rey de hockey patines 2008 fue la sexagésima quinta edición de la Copa del Rey de este deporte. La sede única fue la ciudad de Igualada y los encuentros se disputaron en el Poliesportiu Les Comes.
Se disputó entre los 8 mejores equipos de la OK Liga 2007-08 en la primera vuelta de la liga, según el sorteo efectuado el 4 de febrero de 2008.
Los partidos se jugaron entre el 28 de febrero y el 2 de marzo de 2008.
El campeón de esta edición fue el CE Noia, que consiguió su segundo título de copa.

## Equipos participantes
- CP Tenerife
- FC Barcelona
- Reus Deportiu
- HC Liceo
- CP Vic
- Blanes HCF
- CE Noia
- Igualada HC

## Resultados
|  | Cuartos de final   | Cuartos de final   |         |               | Semifinales | Semifinales |  |        | Final      | Final      |  |
|  | 28 y 29 de febrero | 28 y 29 de febrero |         |               | 1 de marzo  | 1 de marzo  |  |        | 2 de marzo | 2 de marzo |  |
|  |                    |                    |         |               |             |             |  |        |            |            |  |
|  |                    |                    |         |               |             |             |  |        |            |            |  |
|  | Reus Deportiu      | 3                  |         |               |             |             |  |        |            |            |  |
|  | Reus Deportiu      | 3                  |         |               |             |             |  |        |            |            |  |
|  | CP Tenerife        | 1                  |         |               |             |             |  |        |            |            |  |
|  | CP Tenerife        | 1                  |         | Reus Deportiu | 2 (0)       |             |  |        |            |            |  |
|  |                    |                    |         | Reus Deportiu | 2 (0)       |             |  |        |            |            |  |
|  |                    |                    | CP Vic  | 2 (1)         |             |             |  |        |            |            |  |
|  | CP Vic             | 3                  | CP Vic  | 2 (1)         |             |             |  |        |            |            |  |
|  | CP Vic             | 3                  |         |               |             |             |  |        |            |            |  |
|  | Igualada HC        | 1                  |         |               |             |             |  |        |            |            |  |
|  | Igualada HC        | 1                  |         |               |             |             |  | CP Vic | 2 (0)      |            |  |
|  |                    |                    |         |               |             |             |  | CP Vic | 2 (0)      |            |  |
|  |                    |                    | CE Noia | 2 (1)         |             |             |  |        |            |            |  |
|  | Liceo HC           | 3                  | CE Noia | 2 (1)         |             |             |  |        |            |            |  |
|  | Liceo HC           | 3                  |         |               |             |             |  |        |            |            |  |
|  | FC Barcelona       | 2                  |         |               |             |             |  |        |            |            |  |
|  | FC Barcelona       | 2                  |         | HC Liceo      | 1           |             |  |        |            |            |  |
|  |                    |                    |         | HC Liceo      | 1           |             |  |        |            |            |  |
|  |                    |                    | CE Noia | 3             |             |             |  |        |            |            |  |
|  | CE Noia            | 3                  | CE Noia | 3             |             |             |  |        |            |            |  |
|  | CE Noia            | 3                  |         |               |             |             |  |        |            |            |  |
|  | Blanes HCF         | 2                  |         |               |             |             |  |        |            |            |  |
|  | Blanes HCF         | 2                  |         |               |             |             |  |        |            |            |  |
|  |                    |                    |         |               |             |             |  |        |            |            |  |

- Entre paréntesis goles en penaltis.

## Final
| Fecha                            | Hora  | Partido | Partido        | Partido |
| -------------------------------- | ----- | ------- | -------------- | ------- |
| 2 de marzo                       | 14:30 | CE Noia | 2-2 (1-0 pen.) | CP Vic  |
| Pabellón: Poliesportiu Les Comes |       |         |                |         |